# راکی (فیلم ۲۰۰۸)
«راکی» (کنادا: ರಾಕಿ) یک فیلم است که در سال ۲۰۰۸ منتشر شد.